# Real (Penalva do Castelo)
Real es una freguesia portuguesa del concelho de Penalva do Castelo, con 4,79 km² de superficie y 294 habitantes (2001). Su densidad de población es de 61,4 hab/km².